# 放射照度
放射照度（ほうしゃしょうど、英語: irradiance）とは、物体へ時間あたりに照射される、面積あたりの放射エネルギーを表す物理量である。
放射束を物体の表面積で微分することにより得られる。
SIにおける単位はワット毎平方メートル（記号: W m−2）が用いられる。天文学ではCGS単位系のエルグ毎平方センチメートル毎秒（記号: erg cm−2 s−1）がよく用いられる。
放射発散度は同じ単位を持つが、放射発散度は放射源の指標であり、放射照度は照射される対象の指標である。

## 定義
物体表面の微小面積 ΔS に照射される放射束 Φ(ΔS) とするとき、放射照度は
{\displaystyle E=\lim _{\Delta S\to 0}{\frac {\Phi (\Delta S)}{\Delta S}}={\frac {d\Phi }{dS}}}
により定義される。
定義から、物体表面の面積 S に照射される放射束は
{\displaystyle \Phi (S)=\int _{S}E\,dS}
で与えられる。

## 平行光線
光線が平行に入射する場合を考え、光線と垂直な平面 An についての放射照度を En とする。
An と角度 θ をなす平面 Aθ についての放射照度は
{\displaystyle E_{\theta }=E_{\text{n}}\cos \theta }
となる。θ が大きくなるほど平面に斜めに入射し、放射照度は小さくなる。

## 特徴
光の照度と対応しており、平面状の物体にエネルギーを照射する時の指標である。放射照度は放射束の入射方向にも依存し、斜めから入射した場合には放射照度が低くなる。放射照度と放射束の違いは、エネルギーを照射している物体の面積を考慮するかしないかである。例えば、同じ放射束を放つアンテナがあるとする。その時、離れた場所にあるパラボラアンテナよりも、近くにあるパラボラアンテナの方が効率よく受信できる。これは近くにあるパラボラアンテナのほうが放射照度が高いからである。

## 分光放射照度
分光放射照度（ぶんこうほうしゃしょうど、英語: spectral irradiance）とは、光の波長毎の放射照度である。
まれにスペクトル放射照度とも呼ばれる。
SIにおける単位はワット毎立方メートル（記号: W m−3）である。W m−2 nm−1 も広く用いられる。
波長 λ の光線に対応する分光放射照度を Eλ とすると、放射照度は
{\displaystyle E=\int _{0}^{\infty }E_{\lambda }\,d\lambda }
で与えられる。

## 放射量の国際単位系
| 物理量         | SI単位                             | 記号    | 備考                     |
| -------------- | ---------------------------------- | ------- | ------------------------ |
| 放射エネルギー | ジュール                           | J       | 光における光度エネルギー |
| 放射束         | ワット                             | W       | 光における光束           |
| 放射強度       | ワット毎ステラジアン               | W/sr    | 光における光度           |
| 放射輝度       | ワット毎ステラジアン毎平方メートル | W/sr/m2 | 光における輝度           |
| 放射照度       | ワット毎平方メートル               | W/m2    | 光における照度           |
| 放射発散度     | ワット毎平方メートル               | W/m2    | 光における光束発散度     |
| 分光放射輝度   | ワット毎ステラジアン毎立方メートル | W/sr/m3 |                          |
| 分光放射照度   | ワット毎立方メートル               | W/m3    |                          |